# Lhok Bikhao
Lhok Bikhao is een bestuurslaag in het regentschap Simeulue van de provincie Atjeh, Indonesië. Lhok Bikhao telt 323 inwoners (volkstelling 2010).